# Hervanta

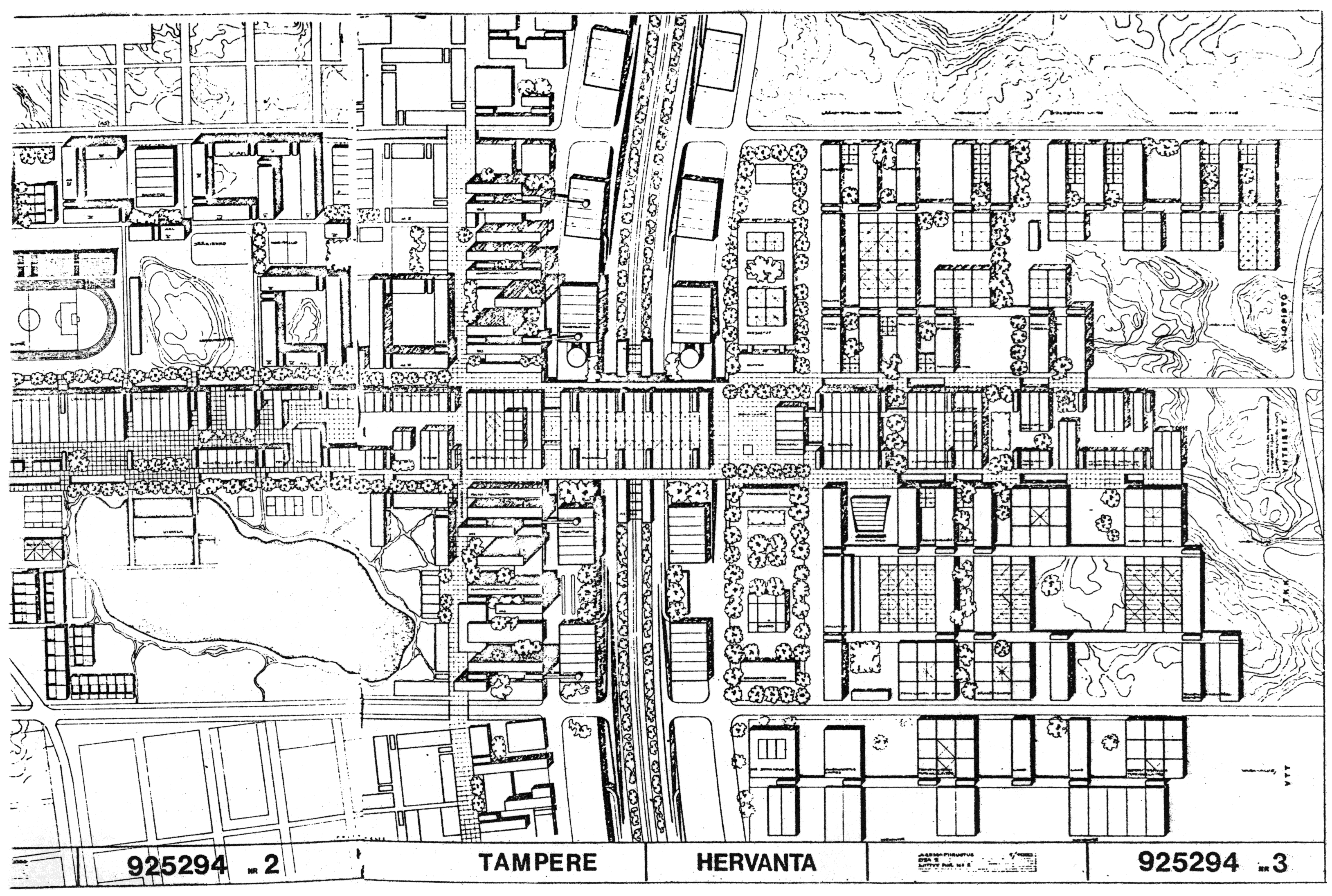
Plan der Stadt von Aarno Ruusuvuori

Hervanta ist ein Stadtteil im Süden der finnischen Stadt Tampere. Es ist eine der größten und bekanntesten finnischen Vorstädte. Die Kennzeichen Hervantas sind viele massive Hochhäuser sowie das Einkaufszentrum Duo, dessen ältester Teil von dem Architektenpaar Raili und Reima Pietilä geplant wurde. In Hervanta gibt es für eine Vorstadt ein sehr vielseitiges Serviceangebot. Unter anderem findet man in Hervanta auch die Universität Tampere sowie zahlreiche Technologieunternehmen, die zum Beispiel mit der Mechanik-, Elektronik- sowie Programmierindustrie zusammenarbeiten.

## Geschichte
Bis in die 1970er-Jahre gab es auf der Fläche des heutigen Hervanta überwiegend Wald, ein paar Felder und eine Mülldeponie. In den 1960er Jahren begannen bereits Überlegungen, Flächen für einen neuen Stadtteil zu erschließen, da Tampere durch Binnenmigration starkes Wachstum verzeichnete. Den ausgeschriebenen Architekturwettbewerb gewann 1968 Prof. Aarno Ruusuvuori. Der Entwurf war an amerikanische Konzepte angelehnt, ohne Bahnanschluss, aber mit breiten Straßen und großen Parkplätzen. Die Bauarbeiten begannen 1969 und die ersten Bewohner zogen 1973 in den neuen Stadtteil. Im selben Jahr wurden auch die ersten Gebäude der Technischen Fachhochschule Tampere fertig gestellt.
Das Zentrum wurde vom Architektenehepaar Raili und Reima Piettilä gestaltet. Zwischen 1979 und 1989 entstanden nach ihren Plänen Gemeinde- und Sporthallen, Einkaufszentrum, Bibliothek und Kino.
In den 1980er- und 1990er-Jahren gab es vermehrt Zuzug von Migranten, was während der Rezession in den 1990er-Jahren zu Spannungen führte.
Anfang der 2000er-Jahre wurde in Nachbarschaft zur Technischen Fachhochschule der Technologiepark „Hermia“ gebaut. Ab Mitte/Ende der 2000er-Jahre wurden das Zentrum verdichtet und viele neue Wohnblocks gebaut. Das Einkaufszentrum wurde auf etwa die dreifache Fläche erweitert. In einem Wettbewerb wurde der Name „Duo“ für das Einkaufszentrum ermittelt (das nun über einen alten und einen neuen Teil verfügte).
1993 zog die finnische Polizeischule nach Hervanta (sie war bereits vorher in einem anderen Teil von Tampere beheimatet). 2008 wurde sie mit der Polizeifachhochschule zusammengeschlossen und die Gebäude entsprechend erweitert.
Die Technische Fachhochschule wurde ebenfalls stets erweitert und 2003 zur Technischen Universität Tampere umbenannt. Organisatorisch wurde sie 2019 mit der Universität Tampere zusammengeschlossen, der Standort der ehemaligen TU wird als Hervanta Kampus bezeichnet.
Obwohl – oder gerade weil – Hervanta auf felsigem Untergrund erbaut wurde, gibt es dort einige Bombenschutzbunker, u. a. unter der Universität. Diese werden für verschiedene Zwecke genutzt, z. B. befindet sich das öffentliche Schwimmbad von Hervanta in einem Bunker 30 m unter der Erde.

## Bevölkerung
Im Jahr 2009 hatte Hervanta 22.798 Einwohner, was mehr als 10 % der gesamten Einwohnerzahl von Tampere entsprach.
Mit einem Anteil von 10,2 % ausländischen Einwohnern, liegt Hervanta über dem Durchschnitt von Tampere, darunter auch viele Austauschstudenten, ausländische Forschende und Lehrende an der Universität und Beschäftigte bei den im Umfeld der Universität ansässigen Technologieunternehmen.

## Verkehr
Hervanta ist durch mehrere Buslinien mit dem Zentrum von Tampere sowie mit anderen Stadtteilen verbunden. Darüber hinaus gibt es direkte Buslinien in den Nachbarort Pirkkala sowie zum Einkaufs- und Outlet-Zentrum „Ideapark“ (offiziell im Nachbarort Lempäälä, faktisch auf der grünen Wiese erbaut).
Ein autonom fahrender Bus verkehrt auf einer Linie innerhalb von Hervanta.
Im August 2021 wurde die seit 2016 gebaute Straßenbahn in Tampere eröffnet. Die längere der beiden Linien führt von Hervanta ins Stadtzentrum. Insgesamt gibt es sechs Straßenbahnhaltestellen in Hervanta. Auch der Betriebshof der Straßenbahn befindet sich in Hervanta.
Das im Jahr 2012 gegründete Fernbusunternehmen „Onnibus“ hielt zeitweise auf der Fahrt von Helsinki zum Busbahnhof Tampere auch im Zentrum von Hervanta. (Dies war ein Unterschied in der Linienführung im Vergleich zu Konkurrenzunternehmen.)

## Kultur
In Hervanta wurde 2004 das Finnische Polizeimuseum eröffnet. Es befindet sich neben der nationalen Polizeifachhochschule. Im Jahr 2022 wurde es als Museum des Jahres vom finnischen Museumsverband ausgezeichnet.
Das Kino „Cinola“ hat eine wechselhafte Geschichte mit unterschiedlichen Betreibern (u. a. eine Gruppe von Studenten der Technischen Universität) und war zeitweilig komplett geschlossen.
Die mittwochs erscheinende werbefinanzierte Wochenzeitung „Hervannan Sanomat“ wird an Haushalte in Hervanta und benachbarten Ortsteilen verteilt und hat nach eigenen Angaben eine Auflage von 26.000 Stück.
Hervanta verfügt über eine Bibliothek.

## Studierende
Aufgrund der Universität Tampere gibt es in Hervanta viele Studenten. Das wohl bekannteste Studentenwohnheim ist das 'Mikontalo', das größte Studentenwohnheim Finnlands. Daneben gibt es viele weitere Studentenwohnheime. Die Organisation 'TOAS' bietet die Hausgruppen Erkkilä, Kanjoni, Karinkaari, Mikontalo, Paawola, Tekniikantornit, Tuulanhovi, Veijonhovi, Wäinölä 1–3 sowie Veikkolat an und die Hausgruppen Opintanner 1, 4, 5, 8, 9, 10 und 12 gehören zur Organisation 'Opintanner'.

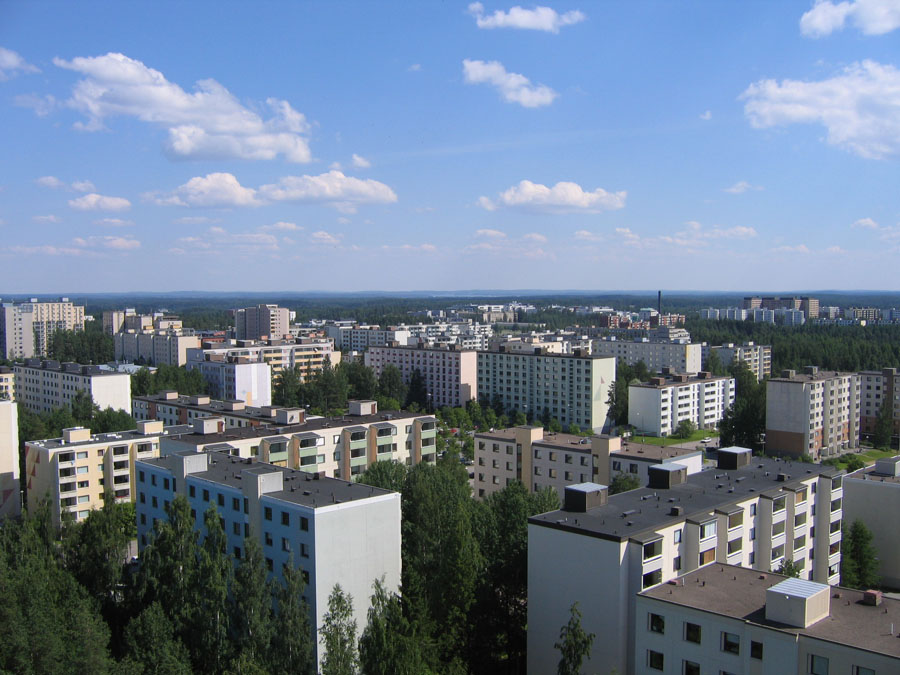
Hervanta
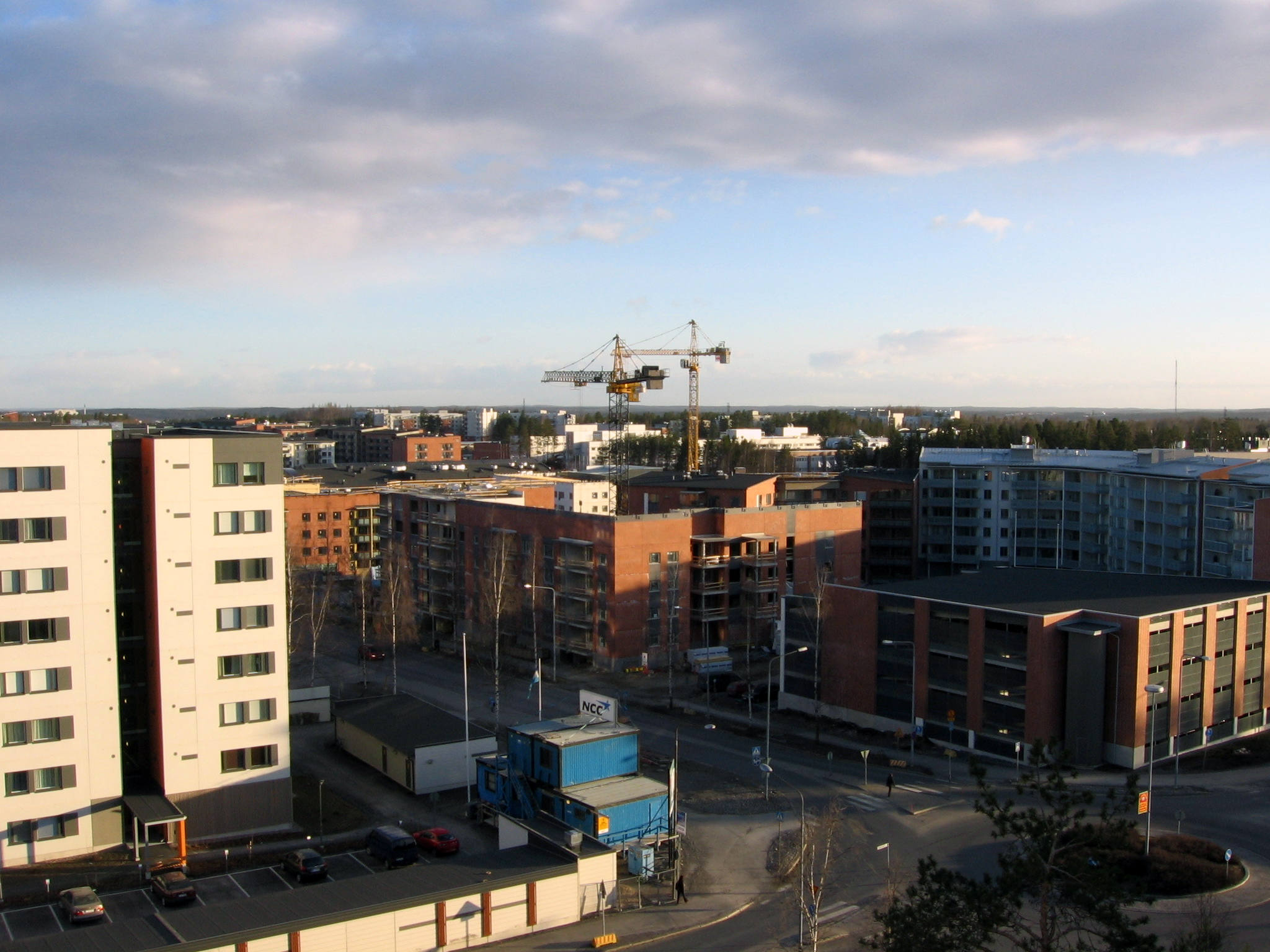
Hervanta
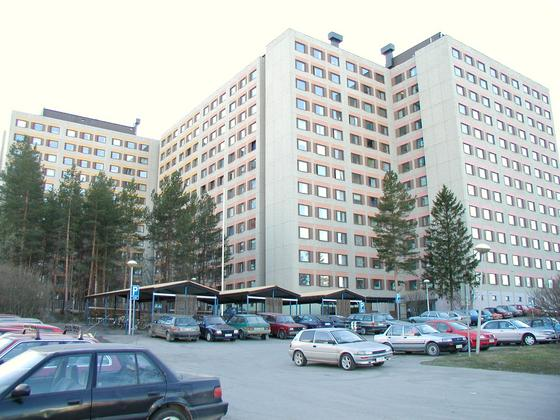
Das Studentenwohnheim Mikontalo

## Belege
1. ↑  Our history. Abgerufen am 13. Dezember 2023 (amerikanisches Englisch).
2. ↑  Swimming pools and outdoor swimming pool | www.tampere.fi. 20. Juni 2023, abgerufen am 25. Dezember 2023 (englisch).
3. ↑  Schedules and routes. Abgerufen am 5. Dezember 2023 (englisch).
4. ↑  Tampere to launch regular robot bus operations this year. 11. September 2022, abgerufen am 5. Dezember 2023 (englisch).
5. ↑  The museum in brief. Abgerufen am 5. Dezember 2023 (amerikanisches Englisch).
6. ↑  Cinolalle etsitään uutta käyttöä. 22. April 2009, abgerufen am 15. Dezember 2023 (finnisch).
7. ↑  Hervannan Cinolassa pyörii taas leffoja! 31. Oktober 2017, abgerufen am 5. Dezember 2023 (finnisch).
8. ↑  Yrityksille. Abgerufen am 6. Dezember 2023 (finnisch).

Koordinaten: 61° 27′ N, 23° 51′ O